# مستخفية مورمة
المستخفية المُورِّمة أو كريبتوكوكوس نيوفورمانس، هي خميرة تنتمي إلى شعبة البازيديات، وتُصنَّف ضمن طائفة التريميلوميسيتات. تُعد من الكائنات الهوائية الإجبارية، أي أنها تحتاج إلى الأكسجين للبقاء على قيد الحياة. ويمكنها العيش في البيئات النباتية والحيوانية على حد سواء.
الشكل الجنسي (التيلومورف)، أي الطور التكاثري الجنسي لهذا الفطر، هو الشكل الخيطي المعروف سابقًا باسم فيلوباسيديلا نيوفورمانس (Filobasidiella neoformans). وفي طورها الخميري، كثيرًا ما يُعثر على هذه الخميرة في مخلفات الطيور، خاصة الحمام.
تتميز كريبتوكوكوس نيوفورمانس بمرونة جينومية عالية وتنوع وراثي كبير بين سلالاتها، مما يجعل علاج العدوى التي تسببها تحديًا سريريًا.
تُسبب هذه الخميرة الأمراض بشكل أساسي لدى الأفراد ضعيفي المناعة مثل المصابين بفيروس نقص المناعة البشرية أو مرضى السرطان. ومع ذلك، أظهرت الدراسات أنها قد تُسبب المرض أيضًا لدى الأفراد ذوي المناعة السليمة لا سيما في الدول المتقدمة.

## التصنيف
يوجد ضربان من المستخفية المورمة وهما:
- المستخفية المورمة ضرب المورمة (Cryptococcus neoformans v. neoformans)
- المستخفية المورمة ضرب غروبي (Cryptococcus neoformans v. grubii)

أما الضرب الثالث وهو المستخفية المورمة ضرب غاتي (Cryptococcus neoformans v. gattii) فتعد حاليا نوعا منفصلا وهو المستخفية الغاتية (Cryptococcus gattii)

## الأمراض
داء المستخفيات هو العدوى بالمستخفية المورمة، وعادة ما يصيب الرئيتين. أما في حالة مرضى متلازمة العوز المناعي المكتسب فيمكن أن تحصل عدوى ثانوية فيصاب المريض بالتهاب السحايا الفطري والتهاب الدماغ، مما يجعل من المستخفية المورمة فطرا خطيرا. أما في حالة الأشخاص ذوي المناعة الجيدة فنادرا ما يصابون بعدوى هذا الفطر. لذلك يوصف هذا الفطر بالانتهازي.

## العلاج
داء المستخفيات الذي لا يصيب الجهاز المناعي يمكن علاجه بفلوكونازول وحده.
أما في حالة التهاب السحايا بالمستخفيات فيعالج بأمفوتيريسين ب حقنا داخل القراب وفلوسيتوسين عن طريق الوريد، ثم يتلوه علاج بفلوكونازول عن طريق الفم.